# The collection and more
The collection and more is een verzamelalbum uit 1994 met nummers van Pussycat en van Toni Willé sinds haar solocarrière. Willé was van 1975 tot 1985 de leadzangeres van Pussycat.
Will Hoebee produceerde de tracks van Pussycat met een arrangement van Piet Souer en achtergrondzang van Kees Buenen. De tracks van Willé werden geproduceerd door Pim Koopman.

## Hitnoteringen
Het album stond drie weken in de Nederlandse Album Top 100.
| Hitnotering in de Album Top 100 van 05-11-1994 t/m 19-11-1994 | Hitnotering in de Album Top 100 van 05-11-1994 t/m 19-11-1994 | Hitnotering in de Album Top 100 van 05-11-1994 t/m 19-11-1994 | Hitnotering in de Album Top 100 van 05-11-1994 t/m 19-11-1994 | Hitnotering in de Album Top 100 van 05-11-1994 t/m 19-11-1994 |
| Week                                                          | 1                                                             | 2                                                             | 3                                                             |                                                               |
| ------------------------------------------------------------- | ------------------------------------------------------------- | ------------------------------------------------------------- | ------------------------------------------------------------- | ------------------------------------------------------------- |
| Positie                                                       | 74                                                            | 60                                                            | 77                                                            | uit                                                           |

## Nummers
| Nummer | naam                     | geschreven door                                           | duur | eerste uitvoering |
| ------ | ------------------------ | --------------------------------------------------------- | ---- | ----------------- |
| 1.     | Mississippi              | Werner Theunissen                                         | 4:33 | Pussycat          |
| 2.     | My broken souvenirs      | Werner Theunissen                                         | 3:54 | Pussycat          |
| 3.     | Smile                    | Werner Theunissen                                         | 3:55 | Pussycat          |
| 4.     | Georgie                  | Werner Theunissen                                         | 2:26 | Pussycat          |
| 5.     | Wet day in September     | Werner Theunissen                                         | 3:43 | Pussycat          |
| 6.     | I'll be your woman       | Werner Theunissen                                         | 4:37 | Pussycat          |
| 7      | It's the same old song   | Holland-Dozier-Holland                                    | 2:54 | Pussycat          |
| 8.     | Doin' la bamba           | Werner Theunissen                                         | 5:09 | Pussycat          |
| 9.     | Then the music stopped   | Werner Theunissen                                         | 3:59 | Pussycat          |
| 10.    | Une chambre pour la nuit | Werner Theunissen                                         | 2:53 | Pussycat          |
| 11.    | Teenage queenie          | Werner Theunissen                                         | 3:28 | Pussycat          |
| 12.    | You                      | Henk Dragstra en Lou Willé                                | 3:01 | Pussycat          |
| 13.    | Light of a gypsy         | Werner Theunissen                                         | 3:52 | Pussycat          |
| 14.    | Pearl's a singer         | John Sembello & Ralph Dino en Jerry Leiber & Mike Stoller | 4:24 | Toni Willé        |
| 15.    | Still on my mind         | K.T. Oslin                                                | 4:05 | Toni Willé        |
| 16.    | Desperado                | Glenn Frey en Don Henley                                  | 3:32 | Toni Willé        |
| 17.    | Lovers of a kind         | Andy Arthurs en Howard Goodall                            | 2:53 | Pussycat          |